# Juan Antonio Pizzi
Juan Antonio Pizzi Torroja (Santa Fé, 7 de junho de 1968) é um ex-futebolista e treinador argentino naturalizado espanhol. Atualmente está na seleção do Kuwait.

## Jogador
Começou no Rosario Central em 1988. Em 1990, foi para o Toluca do México, indo para o futebol espanhol já no ano seguinte, onde jogou por Tenerife, Valencia e Barcelona. Pelo Tenerife, foi artilheiro da Primeira Divisão Espanhola na temporada 1995/96, com 31 gols em 41 jogos. No Barça, vieram uma Supercopa Européia, uma Supercopa da Espanha, uma Copa do Rei e o título espanhol de 1998.
Àquela altura já havia optado por defender a Seleção Espanhola, pela qual jogou a Copa do Mundo FIFA de 1998, marcando um gol. Após o mundial, foi jogar para o Futebol Clube do Porto, onde ganhou uma taça de Portugal e na época a seguir retornou à Argentina, primeiramente no River Plate e depois de volta ao Rosario Central, onde ficou por duas passagens no seu retorno ao país. Encerrou a carreira em 2002, novamente na Espanha, no emergente Villarreal.

## Treinador
Desde 2005, Lagarto, como é conhecido, é treinador. Comandou o Colón e o Universidad San Martín de Porres do Peru e Santiago Morning.  Em 2013 treinou a equipe do San Lorenzo que sagrou-se campeão argentino ou Torneio Inicial 2013-14. Após o título, passou a comandar o Valencia em janeiro de 2014, mas permaneceu apenas até julho do mesmo ano. Em dezembro de 2014 foi contratado pelo Club León do México.. Em janeiro de 2016 foi contratado como treinador da seleção do Chile, dando continuidade ao bom trabalho de Jorge Sampaolli, conquistou a Copa América do Centenário e foi vice campeão da copa das confederações. No segundo semestre porém o time não teve bom desempenho e acabou fracassando nas eliminatórias após três derrotas, ficando na sexta posição, fora da copa. Em novembro de 2017 foi contratato pela Seleção da Arábia Saudita para preparação para a copa de 2018 na Rússia.

## Títulos

### Como Jogador
Barcelona
- Supercopa da Espanha: 1996
- La Liga: 1997-98
- Copa do Rei: 1997, 1998
- Recopa Europeia: 1997
- Supercopa Europeia: 1997

Porto
- Taça de Portugal: 2000–01

Individual
- Pichichi Trophy: 1995–96

### Como Treinador
Universidad Católica
- Copa Noche del campeón: 2011
- Campeonato Chileno: 2010

San Lorenzo
- Campeonato Argentino de Futebol: Torneio Inicial 2013

Seleção Chilena
- Copa América: 2016